# Schieberamsch

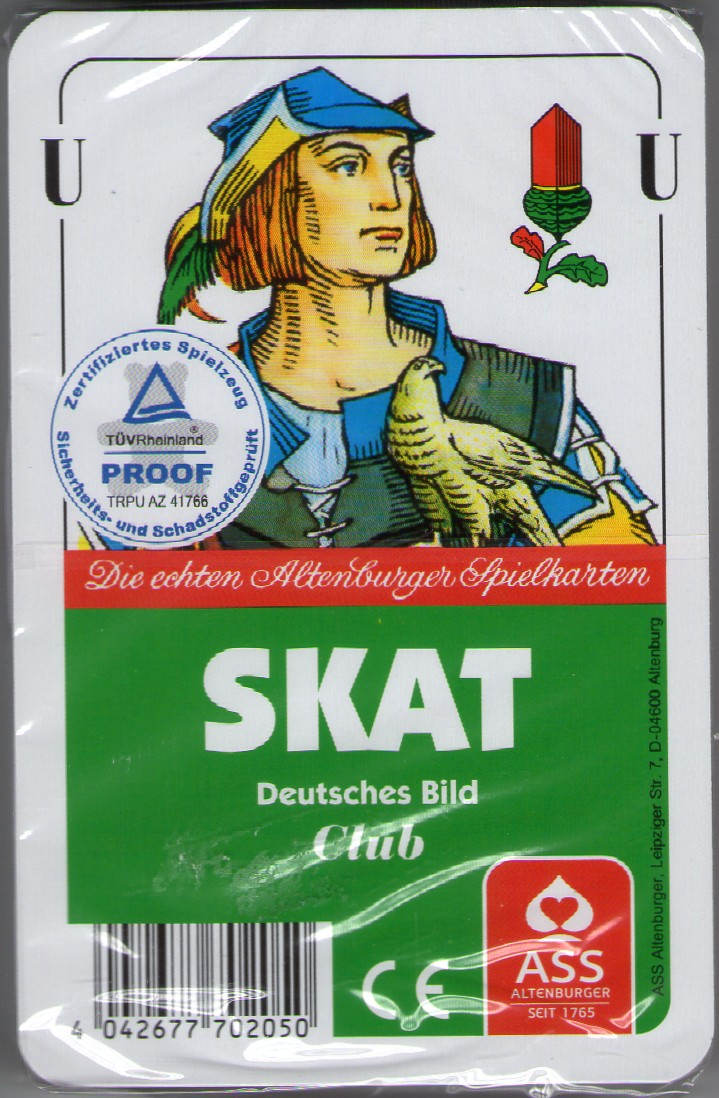
Skatspiel

Schieberamsch ist eine inoffizielle Variante des Kartenspiels Skat.
Der Schieberamsch ist eine Variante des Ramsch, bei der es ebenfalls Ziel des Spiels ist, möglichst keine Stiche zu machen. Es verliert derjenige Spieler, der die meisten Punkte erzielt und er bekommt diese als Minuspunkte aufgeschrieben.
Im Unterschied zum einfachen Ramsch darf der erste Spieler den Skat aufnehmen und dafür zwei Karten drücken, die er nicht gebrauchen kann. Danach gibt er die gedrückten Karten an den nächsten Spieler weiter, der dann wiederum zwei Karten drücken kann, die der dritte Spieler aufnimmt. Dieser drückt wieder zwei Karten und das Ramschspiel beginnt. Das Ramsch-Spiel folgt dabei den Regeln eines normalen Grand beim Skat, d. h. nur die Buben sind Trumpf.
Es gibt zwei Möglichkeiten, wer die Punkte aus dem Skat bekommt. Entweder der Spieler, der schon die meisten Augen hat, oder der Spieler, der den letzten Stich bekommt. Haben zwei Spieler die höchste Augenzahl beim Ramsch, wird der Skat dann beiden zugeschrieben. Man kann den Skat auch nicht aufnehmen, sondern „Schieben“. Wenn eine oder mehrere Personen schieben, werden die Minuspunkte des Verlierers doppelt (vier- oder achtfach, wenn 2 oder alle 3 Spieler schieben) gewertet.
Es ist meist verboten, Buben („Bauern“) zu drücken.
Wenn am Ende des Spieles ein Spieler keinen Stich bekommen hat, so ist er „Jungfrau“ geblieben und die Minuspunkte des Verlierers werden noch einmal verdoppelt.
Es gibt auch noch die Option der angesagten Jungfrau, wenn ein Spieler meint, er würde keinen Stich bekommen. Auch dies verdoppelt nochmal den Wert des Spiels. Für den Ansager kann dies allerdings gefährlich werden: Schafft er es nicht, Jungfrau zu bleiben, so ist das Spiel sofort beendet, d. h. sobald er einen Stich bekommt, auch wenn dieser Null Punkte zählt. Dieses verlorene Spiel wird mit 120 Minuspunkten bestraft.
Es ist zu beachten, dass die genannten Verdopplungen zu sehr hohen Verlustwerten führen können, wodurch der Ramsch ungewollt eine höhere Bedeutung als die normalen Skatspiele bekommen kann. Um dieses Ungleichgewicht zwischen Ramsch und regulärem Spiel zu entschärfen, kann auch jedes Schieben und eine Jungfrau nur zur Erhöhung des Multiplikationsfaktors der höchsten Punktzahl genommen werden. (1× Schieben doppelt, 2× Schieben dreifach, 3× Schieben vierfach, 3× Schieben + Jungfrau fünffach)
Die oben beschriebene Abrechnung nennt man oft „Augenramsch“ oder „Zahlenramsch“.

Eine Variante des „Entschärfens“ besteht darin, dass dem Verlierer feste Punktwerte angeschrieben werden. So zählt einfach verloren 10 Minuspunkte; bei einer Jungfer 15 Minuspunkte und bei zwei Jungfern 20 Pluspunkte. Natürlich können auch höhere Werte vereinbart werden. Das Verdoppeln bzw. Erhöhen beim Schieben bleibt unberührt.
Wenn jedoch ein Spieler alle zehn Stiche bekommt, nennt man das einen „Durchmarsch“ und ihm werden beim Augenramsch 120 Pluspunkte aufgeschrieben. Verdopplungen durch Schieben werden dabei in der Regel gezählt.
Meist gilt die Regel, dass pro Schieberamschrunde jeder Spieler einmal die Möglichkeit hat, einen „Ausweich-Grand“ (Grand Hand) zu spielen. Oder es gilt die Regel, dass höchstens drei Grand Hand hintereinander gespielt werden dürfen, danach ist „Pflichtramsch“. Bei anderen Varianten gibt es keinerlei Beschränkungen hinsichtlich des Grand-Hand-Spielens.